# Мартин, Баррет
Баррет Мартин (англ. Barrett Martin, род. 14 апреля 1967 года) — американский музыкант, барабанщик, композитор, продюсер. Участник групп Skin Yard, Screaming Trees, Mad Season.

## Биография
Баррет Мартин родился 14 апреля 1967 года в Олимпии, Вашингтон. Мартин изучал теорию джаза и обучался игре на перкуссии в середине 1980-х в Университете Западного Вашингтона, пока не переехал в Сиэтл в 1987 году.
Первой группой Мартина стала Skin Yard, с участием продюсера Sub Pop Джека Эндино, игравшего на гитаре. Музыканты записали альбом на независимом лейбле SST Cruz Records, где начинали карьеру многие альтернативные группы, ставшие известными в 80-х и 90-х годах. В это время музыкальная сцена Сиэтла ещё не была сильно развита и до взрыва гранжевого движения было ещё далеко.
В конце 1991 года Баррет присоединился к группе Screaming Trees, которая только начинала формировать «саунд Сиэтла». «Деревья» выпустили три хорошо принятых критиками альбома на Epic Records и постоянно гастролировали. Насыщенный график привёл к распаду группы в 1999 году, а её участники решили продолжить свою карьеру независимо друг от друга.
За время пребывания в составе Screaming Trees Мартин принимал участие в записи альбомов других групп и проектов. В 1994 году он стал частью супергруппы Mad Season, в которую также входили Лейн Стэйли (Alice in Chains) и Майк Маккриди (Pearl Jam), и записал ставший впоследствии классическим альбом Above. Вместе с Питером Баком из R.E.M. Мартин основал группу Tuatara, в основном занимающуюся созданием саундтреков. В 1997 и 1998 году были выпущены два альбома для Epic/Sony, а в 2002 и 2003 — ещё два для собственного лейбла Fast Horse Recordings.
За плечами Мартина более 50 альбомов в качестве приглашённого исполнителя или сессионного музыканта. Он сотрудничал с Викторией Уильямс и Марком Айтцелем, сайд-проектом R.E.M. The Minus 5, нью-йоркской группой Luna, французской группой Air, блюзовой легендой Седеллом Дэвисом, рокерами Stone Temple Pilots и Queens Of The Stone Age. Одной из наиболее важных работ Мартина стал одиннадцатый студийный альбом R.E.M. Up, на котором он играл на барабанах, вибрафоне и нескольких экзотических перкуссионных инструментах.  
Начиная с 1990-х годов Мартин увлекается путешествиями и изучением этнической музыки других культур. Кроме того, он придерживается философии дзен-буддизма сото-сю. Баррет Мартин — магистр этнологии и лингвистики, а также профессор музыки в Антиохийском Университете Сиэтла. Он ведёт музыкальную колонку в Huffington Post, удостоен награды Американского общества композиторов, авторов и издателей за написание аннотации к подарочному изданию альбома Mad Season Above (2014). Автор книги The Singing Earth (с англ. — «Поющая земля»).